# Keynsham
Keynsham is een civil parish in het bestuurlijke gebied Bath and North East Somerset, in het Engelse graafschap Somerset. De plaats telt 15.641 inwoners.

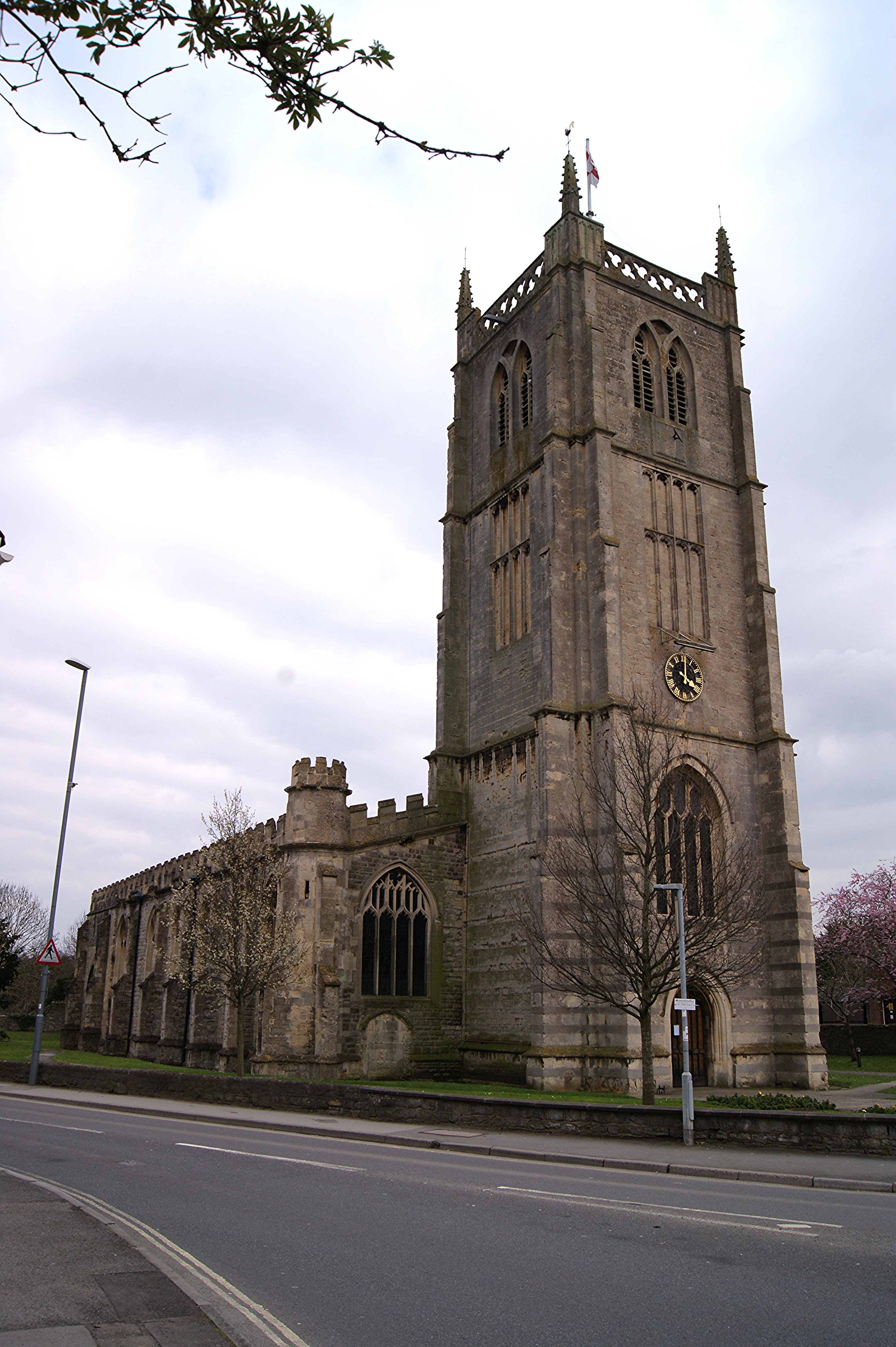
Kerk St. John